# Vladimir Tell
Vladimir Tell (* 15. Julijul. / 27. Juli 1899greg. in Tallinn, Gouvernement Estland; † 2. März 1925 ebenda) war ein estnischer Fußballspieler.

## Karriere
Vladimir Tell begann seine fußballerische Karriere im Alter von 17 Jahren bei dem Verein Tallinna SS Olümpia. 1920 schloss er sich dem SK Tallinna Sport an. Mit dem Verein konnte er in den 1920er Jahren dreimal die Estnische Meisterschaft gewinnen. Als Stürmer belegte er 1921 und 1924 zweimal den zweiten Platz in der Torschützenliste hinter Heinrich Paal und Oskar Üpraus.
Im Oktober 1920 debütierte Tell für die Estnische Nationalmannschaft gegen Finnland in Helsinki, das Spiel stellte zugleich das Ur-Länderspiel der Esten dar.
Für die Nationalmannschaft konnte Tell von 1920 bis 1924 in insgesamt 11 Länderspielen 5 Tore erzielen. Im Jahr 1923 erzielte Tell im Länderspiel gegen Litauen als erster Nationalspieler seines Landes einen Hattrick; zugleich zählt Tells Treffer in der ersten Spielminute als schnellstes Tor in der Länderspielgeschichte des baltischen Staates.
Vladimir Tell erkrankte im Frühjahr 1924 an Tuberkulose. Er verstarb 1925 im Alter von 25 Jahren.

## Erfolge
- Estnischer Meister: 1921, 1922, 1924